# 励志社南昌分社旧址
励志社南昌分社旧址位于江西省南昌市东湖区爱国路216号，现为中共江西省委招待宾馆——滨江宾馆的1号楼。
1934年，励志社成立南昌分社，并推行新生活运动。此处建筑占地面积约1100平方米，为中西合璧的宫殿式剧院建筑。1949年后，滨江宾馆对此处建筑进行过多次修缮。2009年，东湖区在文物普查时，发现此处建筑。2010年时，准备申报全国重点文物保护单位。2018年3月，列为第六批江西省文物保护单位。